# Трибенер, Хайко
Ха́йко Три́бенер (нем. Heiko Triebener; род. 24 ноября 1964, Западный Берлин) ― немецкий тубист, артист Бамбергского симфонического оркестра и оркестра концертного зала Бетховенхалле в Бонне, участник квартета тубистов «Melton Tuba Quartett» и брасс-ансамбля «German Brass», лауреат международных конкурсов.

## Биография
Хайко Трибенер родился в Западном Берлине, однако его детство и юность прошли в Тюбингене. Он начал заниматься музыкой в 1975 году. Вначале он учился играть на эуфониум, затем, начал заниматься на тубе в Тюбингенской музыкальной школе у Иштвана Наги и Иоганнеса Грубера. Он изучал музыку и математику в тюбингенской гимназии имени Кеплера. После окончания гимназии он учился в Тюбингенском университете на музыковеда.
В 1981 году Трибенер стал лауреатом первой премии немецкого национального музыкального конкурса «Jugend Musiziert». В 1982 и 1983 годах он получил стипендию на обучение в США в течение летнего семестра. Там он занимался под руководством Рекса Корнера и Джерри Янга в летнем музыкальном лагере и в оба этих года выиграл конкурс на лучшее концертное исполнение.
С 1982 по 1992 год Трибенер брал частные уроки у тубиста оркестра Баварской государственной оперы Роберта Туччи. В 1983 он вновь получил первую премию на конкурсе «Jugend Musiziert». В 1984 Хайко Трибенер стал лауреатом двух международных конкурсов: в немецком Маркнойкирхене и в американском Блумингтоне, штат Индиана.
В 1984—1985 годах он проходил военную службу в военном духовом оркестре ВВС Германии, одновременно с этим играя в оркестре радио и телевидения Саарбрюкена. С 1987 по 1993 год Трибенер был солистом оркестра концертного зала Бетховенхалле в Бонне. С 1993 года он играет в Бамбергском симфоническом оркестре.
Хайко Трибенер выступает не только как оркестровый музыкант, но и как солист, а также в составе различных ансамблей. В настоящее время является участником квартета тубистов «Melton Tuba Quartett». В разное время он играл в составе ансамблей духовых инструментов в различных городов Германии, в том числе в «German Brass». Он выступает с сольными концертами и мастер-классами в Европе, Азии и Америке.